# Canals Mutha
Els canals Mutha (Mutha Canals) són dos sistemes de reg i abastiment d'aigua a la dreta i esquerra del riu Mutha al districte de Poona a Maharashtra amb una longitud de 142 km. Els canals foren construïts entre 1873 i 1878, el de la dreta el 1873-1874 i el de l'esquerra el 1877-1878. És alimentat pel llac Fife. A finals del segle regaven uns 60 km² però estaven previstos per uns 70 km²; però el seu objectiu principal era abastir d'aigua a Poona i Kirkee.